# Ephemerum diversifolium
Ephemerum diversifolium là một loài rêu trong họ Ephemeraceae. Loài này được Mitt. mô tả khoa học đầu tiên năm 1859.